# ウォルター・ピトキン
ウォルター・ボートン・ピトキン（Walter Boughton Pitkin, 1878年2月6日 - 1953年1月25日）は、アメリカの文筆家、大学教員。コロンビア大学で38年間教鞭をとり、1932年のベストセラー『Life Begins at Forty』をはじめ、30冊以上の本を執筆した。

## 略歴
ピトキンは1878年2月6日、ミシガン州イプシランティで生まれた。1900年にミシガン大学を卒業し、ハートフォード神学校を経て、ヨーロッパに留学しソルボンヌ大学、ミュンヘン大学、ベルリン大学で学んだ。
ピトキンと妻メアリー・グレイ・ピトキンの間には5人の息子がいた。リチャード・G・ピトキン、ジョン・G・ピトキン、デビッド・B・ピトキン、ロバート・B・ピトキン、ウォルター・B・ピトキン・ジュニアである。長男リチャードは後にキャサリン・B・ジョンソン（Katherine B. Johnson）と結婚した。1953年1月25日、ウォルター・ピトキンはカリフォルニア州パロアルトで74歳の生涯を閉じた。

## 業績
ピトキンはコロンビア大学の哲学と心理学の講師（1905-09）、コロンビア大学ジャーナリズム学部の教授（1912-43）を務めた。
ピトキンはキャリアを通じて30冊以上の本を執筆し、代表作に『Life Begins at Forty』（New York, Whittlesey house, McGraw-Hill, 1932）、『The Psychology of Happiness』などがある。彼の著書『A Short Introduction to the History of Human Stupidity』は15ヶ国語に翻訳されている。ピトキンは哲学の新実在論学派の一翼を担い、新実在論と生物学との関係について執筆している。

## 著作
- How To Write Stories (1923)
- The Art Of Rapid Reading (1929)
- The Psychology Of Happiness (1929)
- A Short Introduction To The History Of Human Stupidity (1932)
- Life Begins At Forty (1932)
- More Power To You! (1933)
- Let's Get What We Want! (1935)
- Capitalism Carries On (1935)
- Making Good Before Forty (1939)
- On My Own (1944)
- The Best Years: How to Enjoy Retirement (1946)[4]